# Ait Blal
Ait Blal (en àrab آيت بلال, Āyt Blāl; en amazic ⴰⵢⵜ ⴱⵍⴰⵍ) és una comuna rural de la província d'Azilal, a la regió de Béni Mellal-Khénifra, al Marroc. Segons el cens de 2014 tenia una població total de 7.770 persones.